# Электроника (научно-производственное объединение)
НПО «Электроника» — научно-производственное объединение ряда научно-исследовательских институтов и производственных предприятий по разработке и выпуску электроники и микроэлектроники, существовавшее во времена СССР и подчинявшееся Министерству электронной промышленности СССР. Основные предприятия объединения располагались в Воронеже и Воронежской области.

## История

### Воронежский завод полупроводниковых приборов
31 декабря 1957 года Советом Министров СССР было принято постановление о строительстве завода полупроводниковых приборов в городе Воронеже.
7 марта 1958 года Совмин РСФСР распорядился передать заводу объекты строящейся швейной фабрики.
С 1959 по 1965 годы в эксплуатацию были введены объекты производственного и вспомогательного назначения общей площадью в 40 тыс. квадратных метров. По Ленинскому проспекту были выстроены цеха, котельная, сборочный корпус, столовая для сотрудников.
В январе 1959 года было создано Особое конструкторское бюро (ОКБ), начальником которого и одновременно главным технологом был назначен В. Г. Колесников. В том же году, 18 июня, выпущена первая партия кремниевых сплавных высоковольтных диодов типа Д202-Д205 в количестве 9 штук. Эту дату принято считать днём рождения ВЗПП. В июле было изготовлено 9635 диодов, а в декабре — 75 тысяч.
В июле 1960 года на заводе был создан отдел главного технолога, а также запущена первая конвейерная печь для получения сплавных германиевых переходов для транзисторов.
В 1961 году Научно-исследовательский институт полупроводникового машиностроения (НИИПМ) был создан на основании Постановления ЦК КПСС и Совета Министров СССР № 78-27 от 24.01.61 г. со специализацией в области научно-исследовательских и опытно-конструкторских разработок по созданию механизированных линий и отдельных видов технологического и испытательного оборудования для производства полупроводниковых приборов и интегральных схем.
В 1965 году во время визита на ВЗПП министра электронной промышленности А. И. Шокина заводу было поручено провести научно-исследовательскую работу по созданию кремниевой монолитной схемы — НИР «Титан» (приказ министерства от 16.08.1965 г. № 92), которая была досрочно выполнена уже к концу года. Тема была успешно сдана Госкомиссии, и серия 104 микросхем диодно-транзисторной логики стала первым фиксированным достижением в области создания интегральных схем твердотельной микроэлектроники, что было отражено в приказе МЭП от 30.12.1965 г. № 403.
9 мая 1961 года (тогда это был рабочий день) при ВЗПП было образовано Центральное конструкторское бюро, которое спустя 22 года станет Научно-исследовательским институтом электронной техники.
В 1967 году совместными усилиями НИИ «Пульсар» (г. Москва) и ЦКБ при ВЗПП был создан первый отечественный мощный СВЧ-транзистор типа 2Т904. Накопленный опыт эксплуатации опытных производственных линий на заводе «Микрон», Воронежском заводе полупроводниковых приборов, опытном заводе НИИ «Пульсар», позволил приступить к разработке новых высокопроизводительных автоматизированных линий для массового промышленного выпуска полупроводниковых ИС, планарных транзисторов и диодов на пластинах повышенного диаметра (до 75 мм), что должно было привести к резкому снижению их стоимости, повышению производительности труда.

### Производственно-техническое объединение «Электроника»
В декабре 1969 года было образовано производственно-техническое объединение «Электроника», в состав которого вошли ВЗПП, НИИПМ, завод «Модуль» в Гомеле и филиал в пос. Нововоронежский Новоусманского района.
В год 10-летия предприятия (1969 год) специалистами завода было организовано производство линейных интегральных схем серии 117 (операционного усилителя и усилителя мощности), разработана и изготовлена одна из первых отечественных ЭВМ «Электроника-100».
В 1970 году образован Воронежский государственный союзный проектный институт (ВГСПИ) (Приказ Министра электронной промышленности № 23 от 30.12.1970).
В 1972 году сдано в эксплуатацию здание ВГСПИ, ныне в этом здании располагается «Газпроектинжиниринг». В том же году предприятие посетил глава Кубы Фидель Кастро.
С 1974 на предприятии выпускается катушечный видеомагнитофон Электроника-видео ВМП-1, впоследствии усовершенствованный до модели «Электроника-501-видео», это были первые в стране переносные катушечные видеомагнитофоны.

### Научно-производственное объединение «Электроника»
В 1976 году на базе ВЗПП, КБ и НИИ было сформировано Научно-производственное объединение «Электроника», в состав которого позже вошли заводы «Видеофон», «Процессор», «Алиот» (Нововоронеж), другие предприятия электронной промышленности. В этом же году специалистами завода были получены первые образцы большой интегральной схемы ОЗУ ёмкостью 1024 бит, разработан кассетный магнитофон «Электроника-311с».
В 1981 году был основан конструкторско-технологический центр «Электроника» как отраслевая лаборатория по внедрению новых изделий электронной техники (ЭКБ). С 1992 года эта лаборатория стала самостоятельным юридическим лицом и ныне известна как КТЦ «Электроника». К середине 1980-х годов на предприятиях НПО «Электроника» трудился огромный коллектив, численность которого составляла до 40 тыс. человек.
После распада СССР и начала приватизации НПО «Электроника» начало распадаться. В 1992-1998 годах основные предприятия «Электроники» вышли из состава объединения и получили новых собственников. Разделение некогда единого НПО нанесло большой ущерб как отделившимся предприятиям, так и головному производству. Также ситуация стала усугубляться сильным сокращением гособоронзаказа, а перейти на выпуск гражданской продукции «Электронике» мешал статус стратегически значимого предприятия.
В 1996 году объём производства на НПО «Электроника» оказался самым низким за последнее десятилетие; по сравнению с 1990 годом сокращения по некоторым позициям произошло в 50 и более раз. Численность работающих сократилась с 12,2 тыс. человек до 2,4 тыс.
В 2000 году на базе имущественного комплекса «Электроники» учреждено ЗАО «ВЗПП-Микрон», которое с 2001 года наладило поставки за рубеж диодов Шоттки.
В 2002 году было образовано ОАО «ВЗПП-Сборка».
5 мая 2016 на главной проходной «ВЗПП-С» прошло торжественное открытие мемориальной доски Колесникову Владиславу Григорьевичу. На мероприятие присутствовали сотрудники и ветераны завода, гости, многие из которых лично знали Владислава Григорьевича, студенты.

## Структура
Помимо Воронежского завода полупроводниковых приборов в состав НПО «Электроника» также входили:
- Научно-исследовательский институт полупроводникового машиностроения (НИИПМ). Являлся головным научным учреждением НПО «Электроника». Институт занимался разработкой высокотехнологичного оборудования для фотолитографии, химической обработки исходных пластин, производства интегральных схем на полиимидной ленте и т.д. В 1993 году НИИПМ вышел из состава «Электроники» и стал акционерным обществом[12].
- Конструкторско-технологический центр «Электроника». Основан в 1981 году как отраслевая лаборатория по внедрению новых изделий электронной техники (ЭКБ). В 1992 году центр акционирован как АО «КТЦ «ЭЛЕКТРОНИКА». Центр является разработчиком и производителем программируемых логических интегральных схем (ПЛИС) и программируемых систем на кристалле (ПСнК)[13].
- Завод «Алиот». Предприятие было создано в 1970 году в Нововоронеже и специализировалось на производстве кассетных магнитофонов под торговыми марками «Воронеж»[14] и «Электроника». В 1993 году «Алиот» был приватизирован и вышел из состава НПО «Электроника». В 1990-х годах производство магнитофонов прекратилось, в 2007 году ОАО «Алиот» был признан банкротом[15].
- Завод «Юпитер». В 1975 году в Богучаре был создан цех ВЗПП, который через год был преобразован в полноценный филиал ВЗПП. В 1979 году филиал преобразован в завод «Юпитер». Предприятие занималось производством полупроводниковых приборов, а также микрокалькуляторов. В 1994 году завод «Юпитер» был приватизирован и акционирован, перестав быть подразделением НПО «Электроника». В 1995 году у завода возникли серьёзные финансовые проблемы, ввиду чего производство было остановлено[16].
- Завод «Процессор». Введён в строй в 1982 году. На заводе разрабатывались и производились персональные компьютеры «Электроника» (модели 60, 79 и 85), автоматизированные рабочие места, цифровые сигнальные процессоры, и прочую вычислительную технику[17]. После 1991 года продукция завода «Процессор» оказалась невостребованной, предприятие оказалось в тяжёлом экономическом положении. «Процессор» начал заниматься производством непрофильной продукции, такой как сборка магнитофонов и бытовой техники. В 1997 году «Процессор» был приватизирован в открытое акционерное общество, ликвидирован в 2003 году по решению суда[18].
- Завод «Видеофон». Введён в строй в 1986 году. «Видеофон» специализировался на производстве видеомагнитофонов по технологии полного цикла: с изготовлением шасси, лентопротяжных механизмов и т.д. Первой продукцией завода были советские видеомагнитофоны «Электроника ВМ-12», в 1987 году освоил выпуск видеомагнитофонов «Электроника ВМЦ-8220» и «ВМ-1230». В 1989 году «Видеофон» переехал в новый корпус, построенный в микрорайоне Отрожка (Воронеж) финской строительной компанией «Haka». В 1994 году совместно с фирмой «Samsung» освоил производство «Электроника-Samsung ВМЦ-8220», являвшийся видоизменённой версией оригинального «Samsung VX-8220». В 1996 году завод «Видеофон» приватизируется в ОАО «Видеофон» и выходит из состава НПО «Электроника». После приватизации «Видеофон» перепрофилируется на производство телевизоров. Первыми произведёнными на заводе телевизорами стали модели «Электроника» с диагональю экрана 19 и 21 дюйм. В последующие годы партнёрами завода были МТЗ «Рубин», JVC, Panasonic, Philips, LG и т.д. Однако из-за кризиса 1998 года у завода «Видеофон» начались финансовые проблемы[19]. В 2007 году «Видеофон» перешёл под контроль Rolsen Electronics, которая перевела производство телевизоров из Воронежа в Калининград. В 2017 году ОАО «Видеофон» было признано банкротом[20].

## Продукция

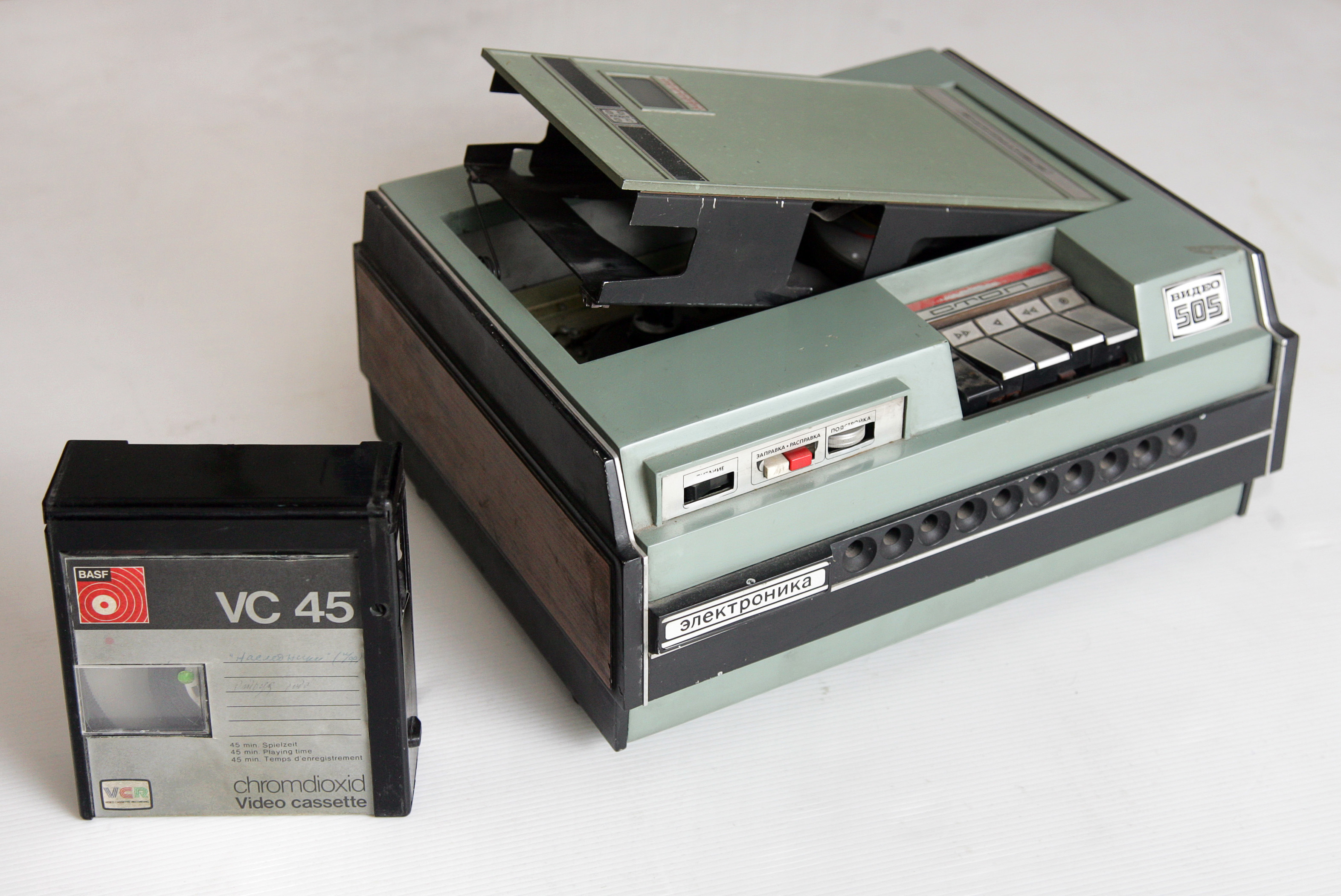
Видеомагнитофон «Электроника-505» формата VCR (1979 г.)
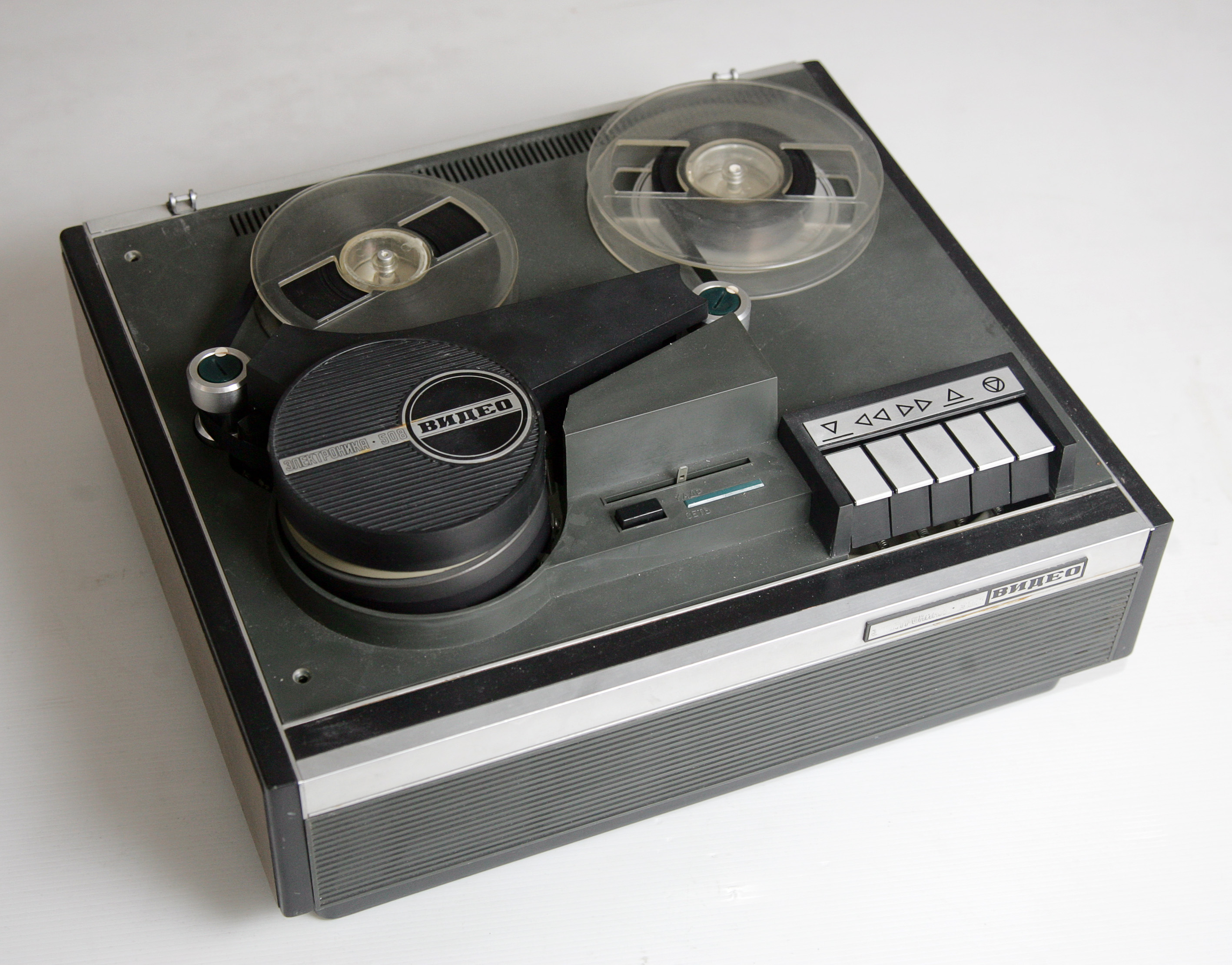
Катушечный видеомагнитофон «Электроника-508-Видео» (1982 г.)
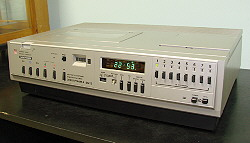
Видеомагнитофон «Электроника ВМ-12» формата VHS (1982 г.)
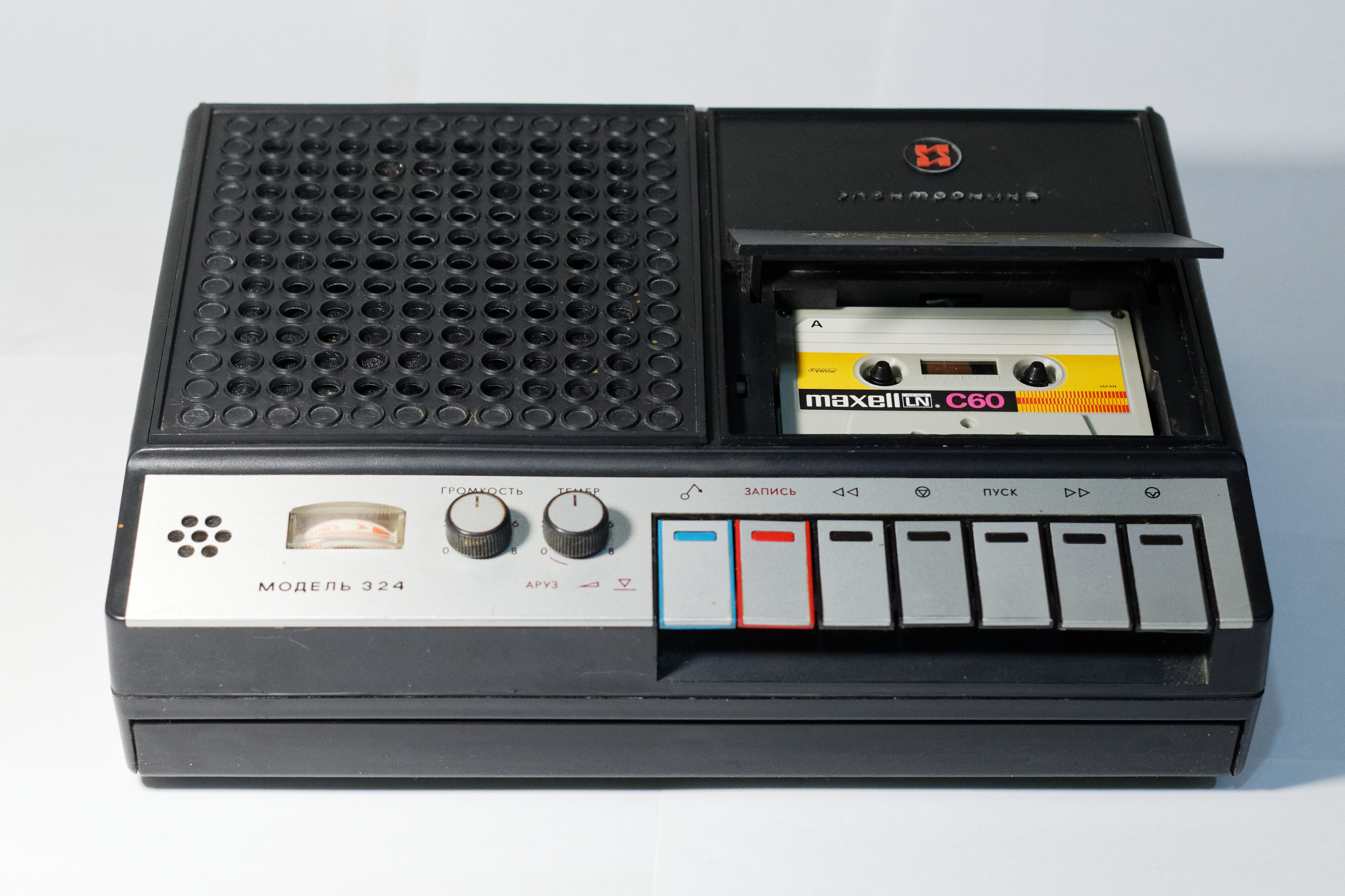
Кассетный магнитофон «Электроника-324» (1985 г.)
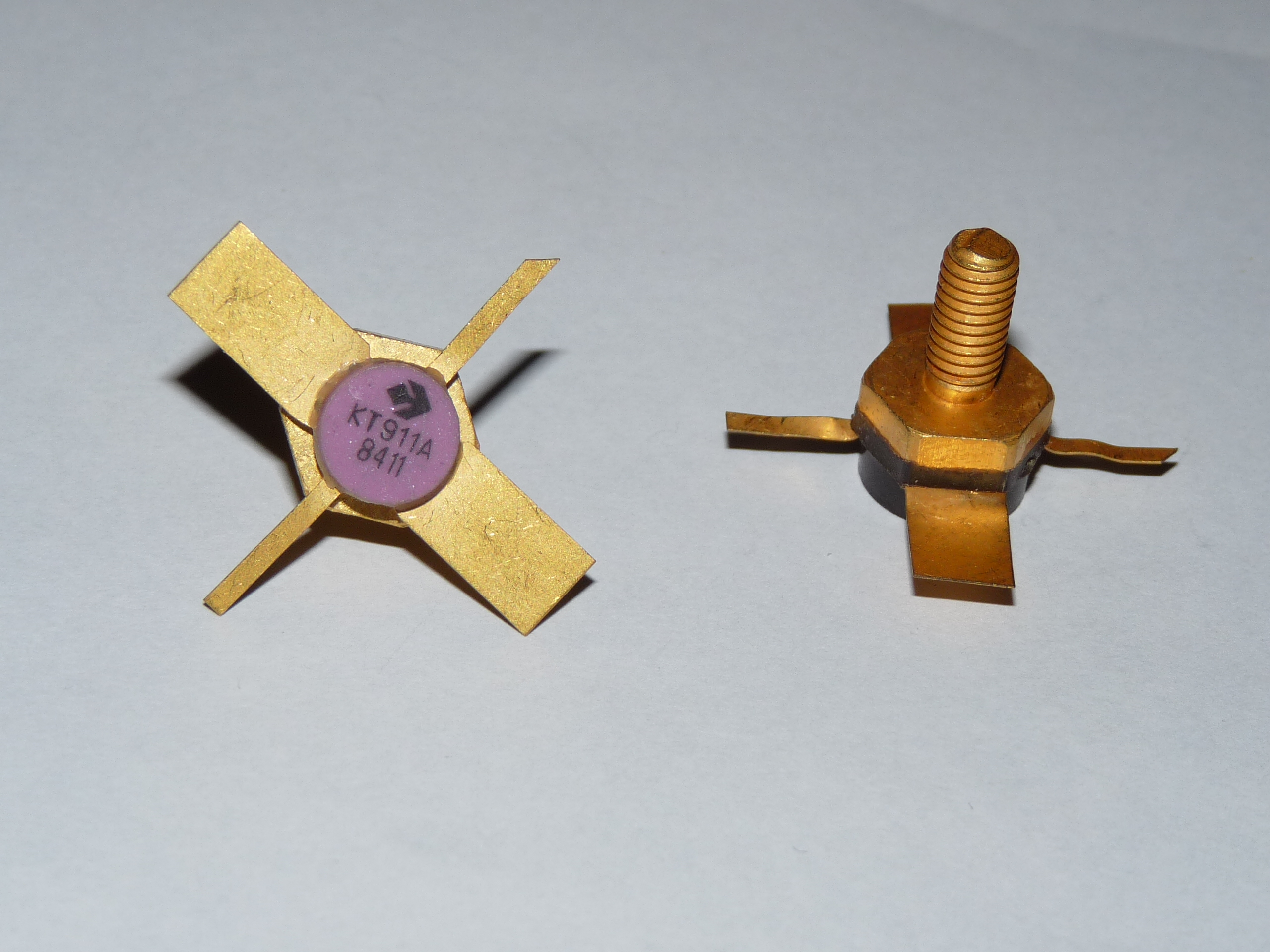
Мощный СВЧ-транзистор KT911A (1984 г.)
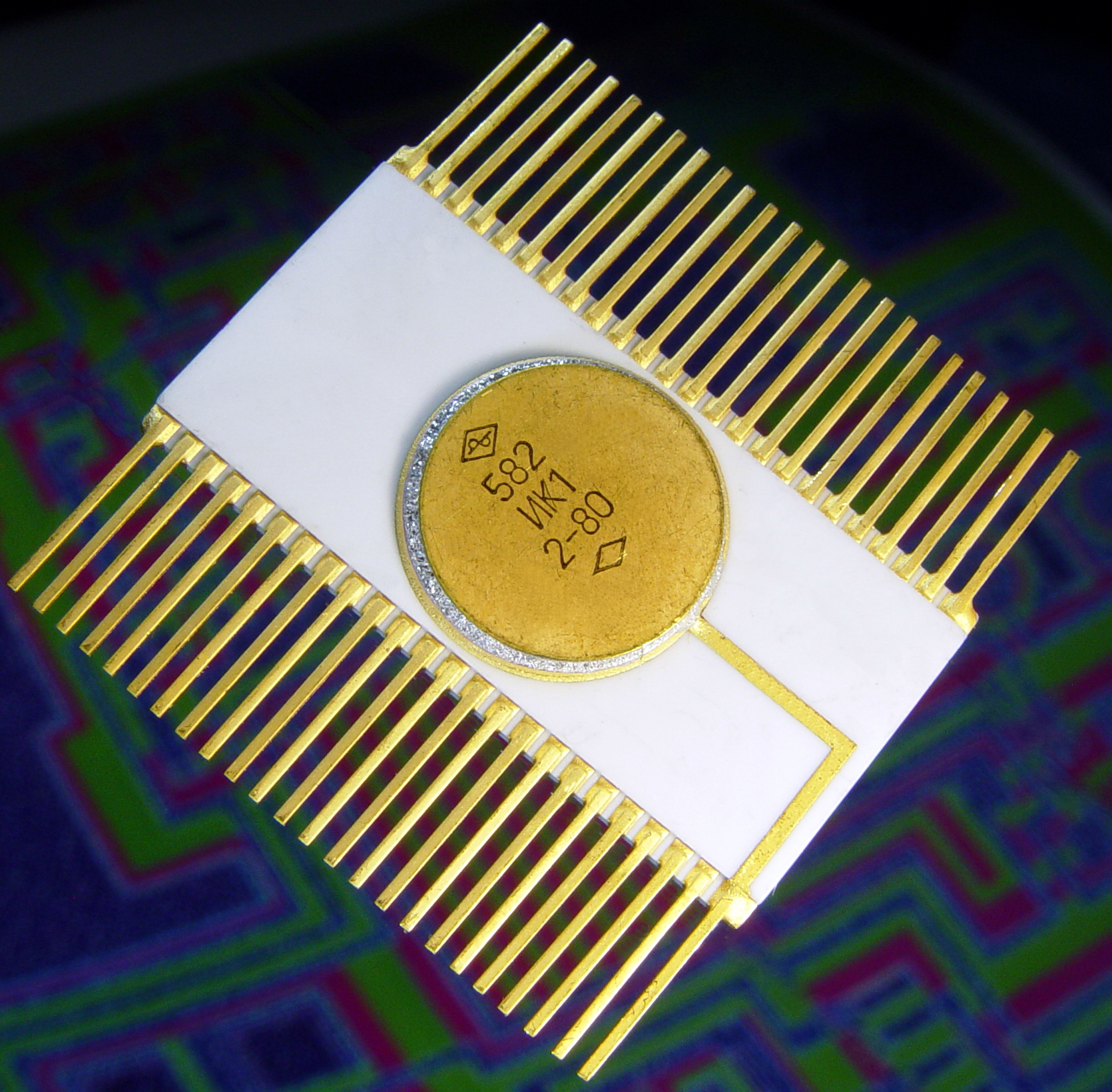
Микропроцессорная секция 582ИК1А (1980 г.)
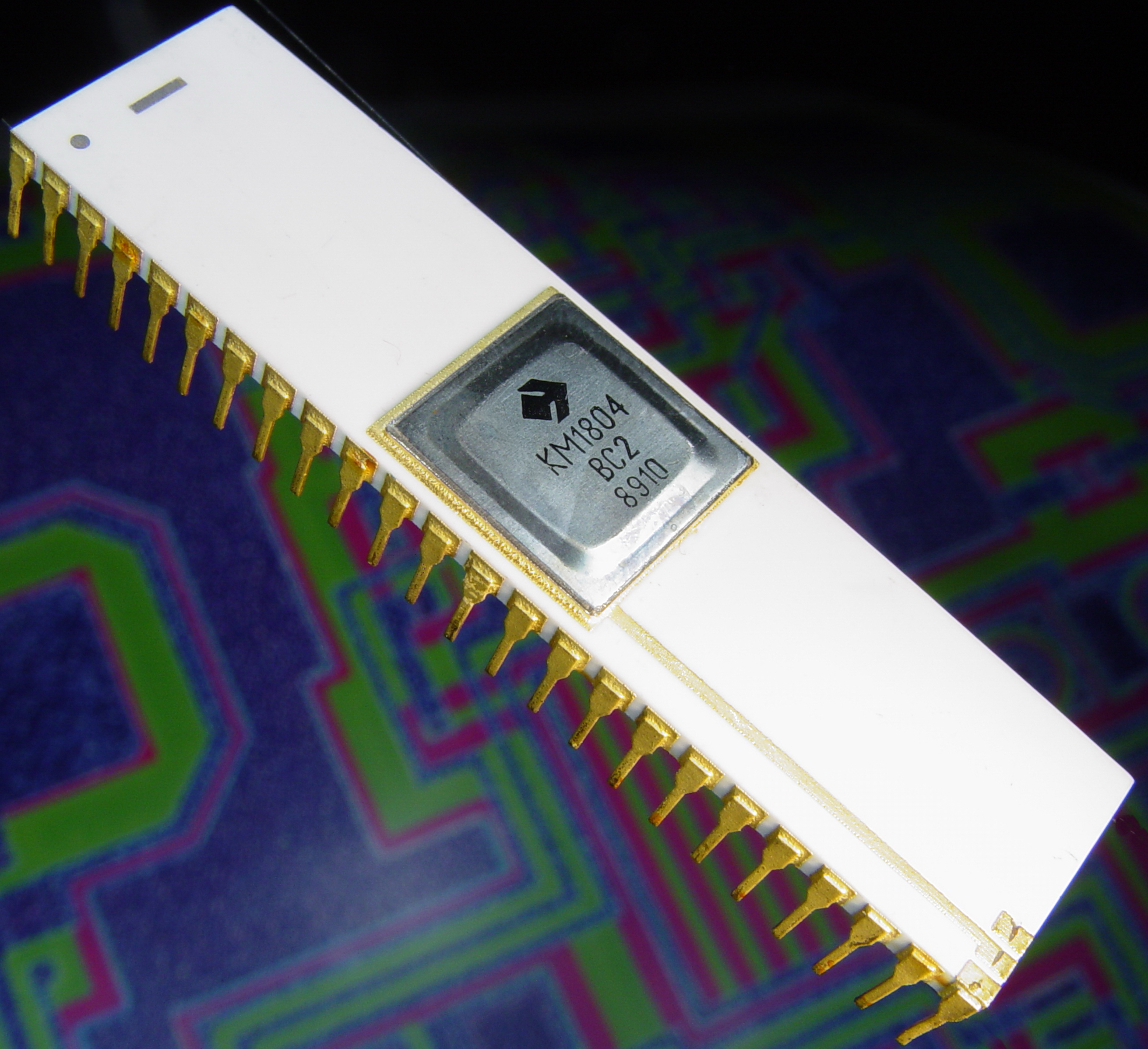
Микропроцессорная секция КМ1804ВС2 (1989 г.)
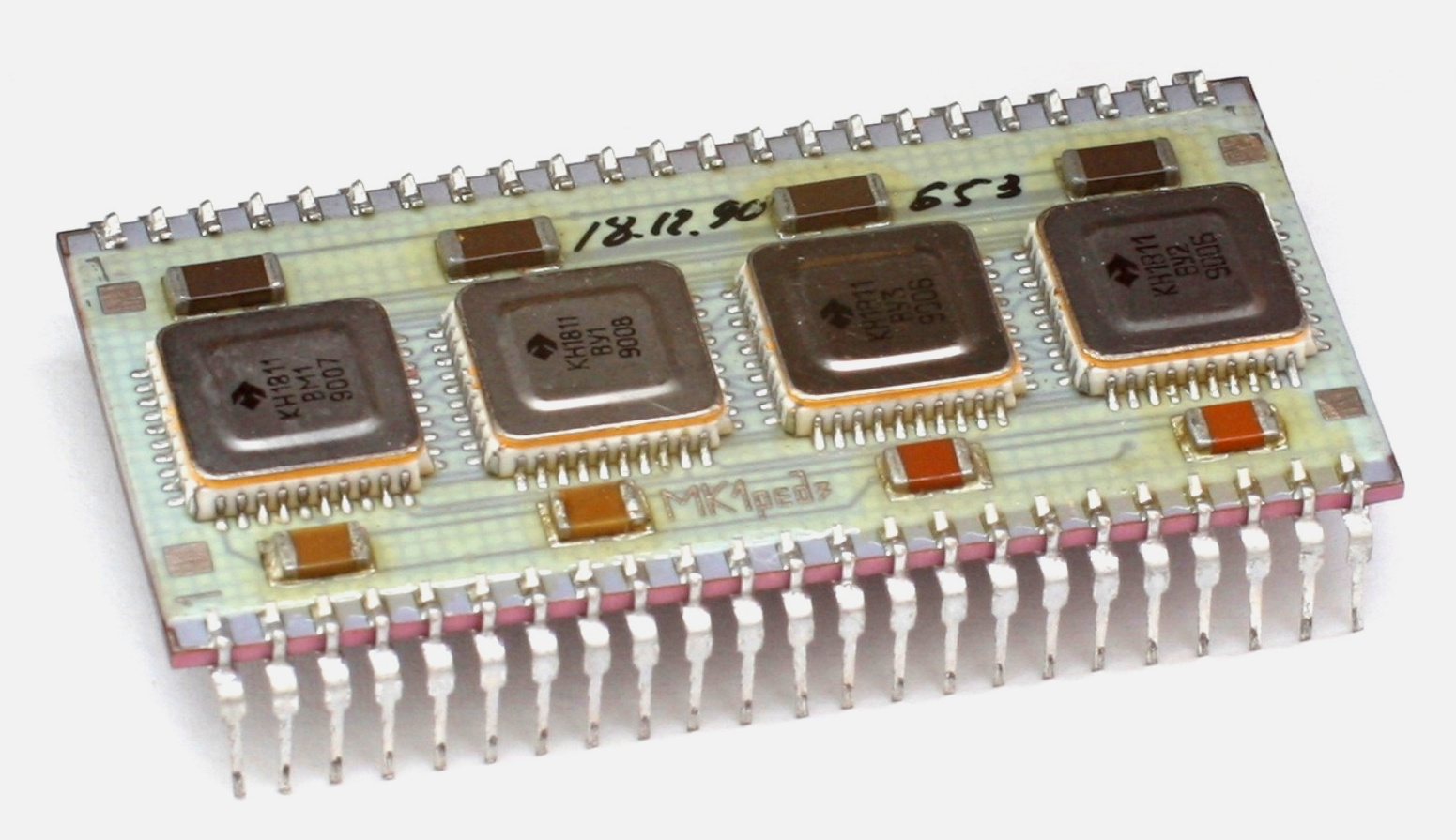
Микропроцессорный комплект серии 1811 (1990 г.)
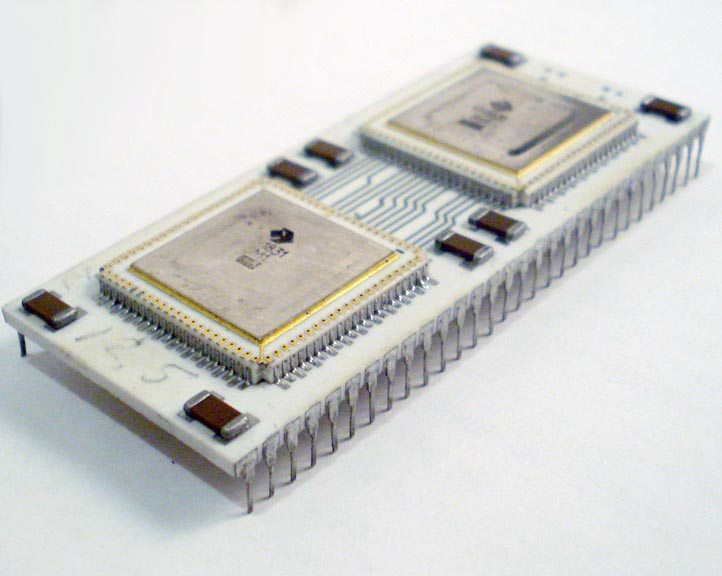
Микропроцессорный комплект серии 1831
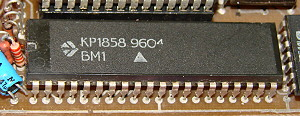
Микропроцессор КР1858ВМ1 (1996 г.)

## Награды
- Орден Ленина. Награждено 31 декабря 1970 года за успешное выполнение пятилетнего плана и организацию производства новой техники.
- Орден Октябрьской Революции. Награждено в 1975 году за научно-технические и производственные достижения, а также досрочное выполнение плана девятой пятилетки.
- Памятный знак ЦК КПСС, Совета Министров СССР, ВЦСПС и ЦК ВЛКСМ «За высокую эффективность и качество работы в десятой пятилетке». Награждено в 1981 году[21].
- Орден Трудового Красного Знамени. Награждено в 1984 году за заслуги в создании и организации производства полупроводниковых изделий и высокие технико-экономические показатели.